# Trichopteron
Trichopteron – elektroniczny biuletyn Sekcji Trichopterologicznej, wydawany od roku 2001 przez Polskie Towarzystwo Entomologiczne oraz Katedrę Ekologii i Ochrony Środowiska UWM w Olsztynie. 
W Trichopteronie, ukazującym się z częstością 3-5 numerów w roku, publikowane są artykuły dotyczące chruścików (owadów z rzędu Trichoptera), konferencji i badań dotyczących tej grupy. Artykuły publikowane są w języku polskim z angielskimi streszczeniami, w języku angielskim oraz rosyjskim.

## Zespół
W pracach redakcyjnych (członkowie redakcji, w różnym okresie), uczestniczyli: mgr Edyta Buczyńska (E. Serafim), dr Paweł Buczyński, dr Stanisław Cios, dr hab. Stanisław Czachorowski prof. UWM, mgr Elena Dyatlova (Ukraina), mgr Irina Giginiak (Białoruś), mgr Marcin Krejckant, dr hab. Janusz Majecki, dr Tomasz Majewski, dr Lech Pietrzak, Carlos Rodrigues (Hiszpania), mgr Witold Szczepański.

## Wydania
- Rok 2001: 1 numer,
- Rok 2002: 4 numery,
- Rok 2003: 3 numery,
- Rok 2004: 6 numerów,
- Rok 2005: 3 numery,
- Rok 2006: 6 numerów,
- Rok 2007: 2 numery.